# Ячмінь (хвороба)
Ячмінь — гостре гнійне запалення волосяного мішечка або сальної залози біля кореня вій. Виникає унаслідок потрапляння збудників (здебільшого стафілококу) в мішечок або залозу. На краю повіки з'являються болюча крапка, потім припухлість, почервоніння і набряк повіки. Через 2—3 дні розвивається нарив. Часто ячмінь з'являється у ослаблених людей із зниженою опірністю організму. Належить до піодермій.
Існують два типи ячменю:
- Зовнішній ячмінь — утворюються на зовнішній частині верхньої або нижньої повіки. Зовнішній ячмінь є найпоширенішим типом.
- Внутрішній ячмінь — утворюється в будь-якій точці на внутрішній стороні (в сторону до очного яблука) повіки.

## Перебіг хвороби
Симптоми ячменю: біль в оці, головний біль, інколи гарячка. Хвороба триває близько двох тижнів.
Формування та розвиток ячменю відбувається у кілька стадій:
- Процес інфільтрації. Відзначається поява перших характерних ознак нагноєння: сверблячки, набряклості, почервоніння повік в ділянці запалення. Протягом кількох годин неприємні відчуття посилюються.
- Процес нагноєння. На поверхні утворюється помітна капсула із гнійним вмістом. При збільшенні об'єму гною або механічному впливі може передчасно прорватися.
- Процес прориву гнійної капсули. Якщо запалення не проривається самостійно, його розкриває хірург. Відділення гнійного вмісту відбувається протягом кількох днів.
- Загоєння. На місці виразки формується скоринка, під якою утворюється тонкий шар відновленої шкіри. Залежно від якості курсу лікування та стану імунної системи, термін загоєння може становити від кількох днів до кількох тижнів.

## Фактори ризику та профілактика
Найкращий спосіб запобігти появі ячменю — дотримуватися правил гігієни особи.
- Слід ретельно і часто мити руки, особливо перед тим, як торкатися обличчя та очей.
- Треба мити руки до та після зняття контактних лінз.
- Перед сном необхідно змивати з обличчя косметику.
- Не можна користуватись косметикою з вичерпаним терміном дії.
- Не можна ділитись особистими косметичними засобами для очей з будь-ким.

## Лікування
Більшість випадків захворювання не вимагають медичної допомоги і зазвичай проходять самостійно приблизно за тиждень. Під час ячменю не слід користуватися косметикою, а також не слід носити контактні лінзи.
На початку захворювання вдаються до припікання верху інфільтрату 70 % спиртом кілька разів за добу, застосовують сульфаніламідні препарати. В умовах тяжкого перебігу (абсцедування) призначають антибіотики та сульфаніламіди всередину, у деяких випадках потрібне хірургічне лікування в стаціонарі або поліклініці. Категорично заборонено вичавлювати ячмінь. Слід пам'ятати, що в разі абсцедування протипоказані теплові процедури та УВЧ.